# Ilva Mare
Ilva Mare è una città della Romania di 14 054 abitanti, ubicato nel distretto di Bistrița-Năsăud, nella regione storica della Transilvania.
Il comune è formato dall'unione di 2 villaggi: Ilva Mare e Ivăneasa.